# JayVaughn Pinkston
JayVaughn Pinkston (Brooklyn, 27 novembre 1991) è un ex cestista statunitense.

## Palmarès
- McDonald's All American (2010)